# Bréau-et-Salagosse
Bréau-et-Salagosse era una comuna francesa que estaba situada en el departamento de Gard, de la región de Occitania que el 1 de enero de 2019 pasó a formar parte de la comuna nueva de Bréau-Mars como comuna delegada.

## Historia
Fue creada en 1818 con la unión de las comunas de Bréau y Salagosse.
El 26 de noviembre de 2019 el consejo municipal decidió su supresión como comuna delegada con carácter efectivo desde el 1 de enero de 2020.

## Demografía
| Gráfica de evolución demográfica de Bréau-et-Salagosse entre 1821 y 2016 |
|                                                                          |

Los datos demográficos contemplados en este gráfico de la comuna de Bréau-et-Salagosse se han cogido de 1821 a 1999 de la página francesa EHESS/Cassini, y los demás datos de la página del INSEE.

## Patrimonio
- Arboretum de Puéchagut